# گاندی (فیلم)
گاندی (به انگلیسی: Gandhi) فیلمی زندگینامه‌ای دربارهٔ زندگی ماهاتما گاندی، رهبر جنبش مقاومت بدون خشونت هند در زمان استعمار توسط بریتانیا در نیمه اول قرن بیستم، است.
این فیلم محصول ۱۹۸۲ با کارگردانی ریچارد اتنبرا و بازی بن کینگزلی در نقش ماهاتما گاندی است. در همین سال ریچارد اتنبرو و بن کینگزلی برای این فیلم برنده جایزه اسکار شدند. همچنین این فیلم جایزه اسکار بهترین فیلم را بدست آورد. گاندی در مجموع ۸ جایزهٔ اسکار کسب کرد.
ساخت این فیلم در تاریخ ۲۶ نوامبر ۱۹۸۰ شروع و در ۱۰ مه ۱۹۸۱ به پایان رسید.
مطابق کتاب رکوردهای گینس حضور نزدیک به ۳۳۰٬۰۰۰ سیاهی لشکر در سکانس مراسم تشییع در این فیلم، بیشترین تعداد افراد حاضر در یک فیلم بوده‌است.

## جوایز اسکار
- برندهٔ جایزه اسکار بهترین فیلم
- برندهٔ جایزه اسکار بهترین کارگردانی - ریچارد اتنبرا
- برندهٔ جایزه اسکار بهترین فیلم‌نامه غیراقتباسی - جان بریلی
- برندهٔ جایزه اسکار بهترین تدوین - جان بلوم
- برندهٔ جایزه اسکار بهترین بازیگر نقش اول مرد - بن کینگزلی
- برندهٔ جایزه اسکار بهترین طراحی صحنه
- برندهٔ جایزه اسکار بهترین فیلم‌برداری
- برندهٔ جایزه اسکار بهترین طراحی لباس
- نامزد جایزه اسکار بهترین چهره‌پردازی
- نامزد جایزه اسکار بهترین موسیقی فیلم - راوی شانکار و جرج فنتون
- نامزد جایزه اسکار بهترین صدا